# أخيرى
الأُخَيرَى (باللاتينية: Opisthion) في العظم القذالي، هي النقطة الواقعة في وسط الحافة الخلفية للثقبة العظمى.

## صور إضافية

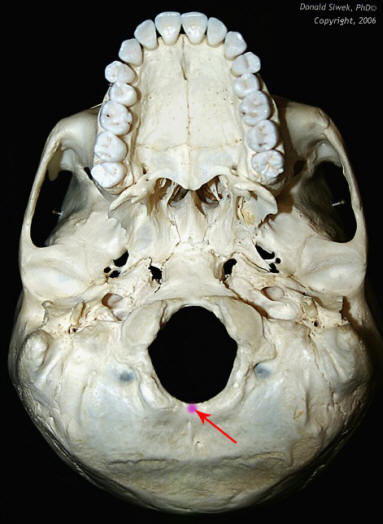
موقع الأخيرى على جمجمة حقيقية للإنسان